# Jogo-treino
Um jogo-treino é um modo de encontro futebolístico em caráter não-oficial onde as regras são as mesmas do futebol porém flexibilizadas por serem pré-determinadas entre as equipes e a arbitragem responsável.
O jogo-treino tem várias diferenças para a conhecida como 'partida amistosa' e não devem ser confundidas por esse motivo, já que os amistosos tem toda a aparência e determinações de uma partida oficial, porém sem contar pontos ou classificações para qualquer campeonato que venha anteceder ou suceder o encontro.

## Características

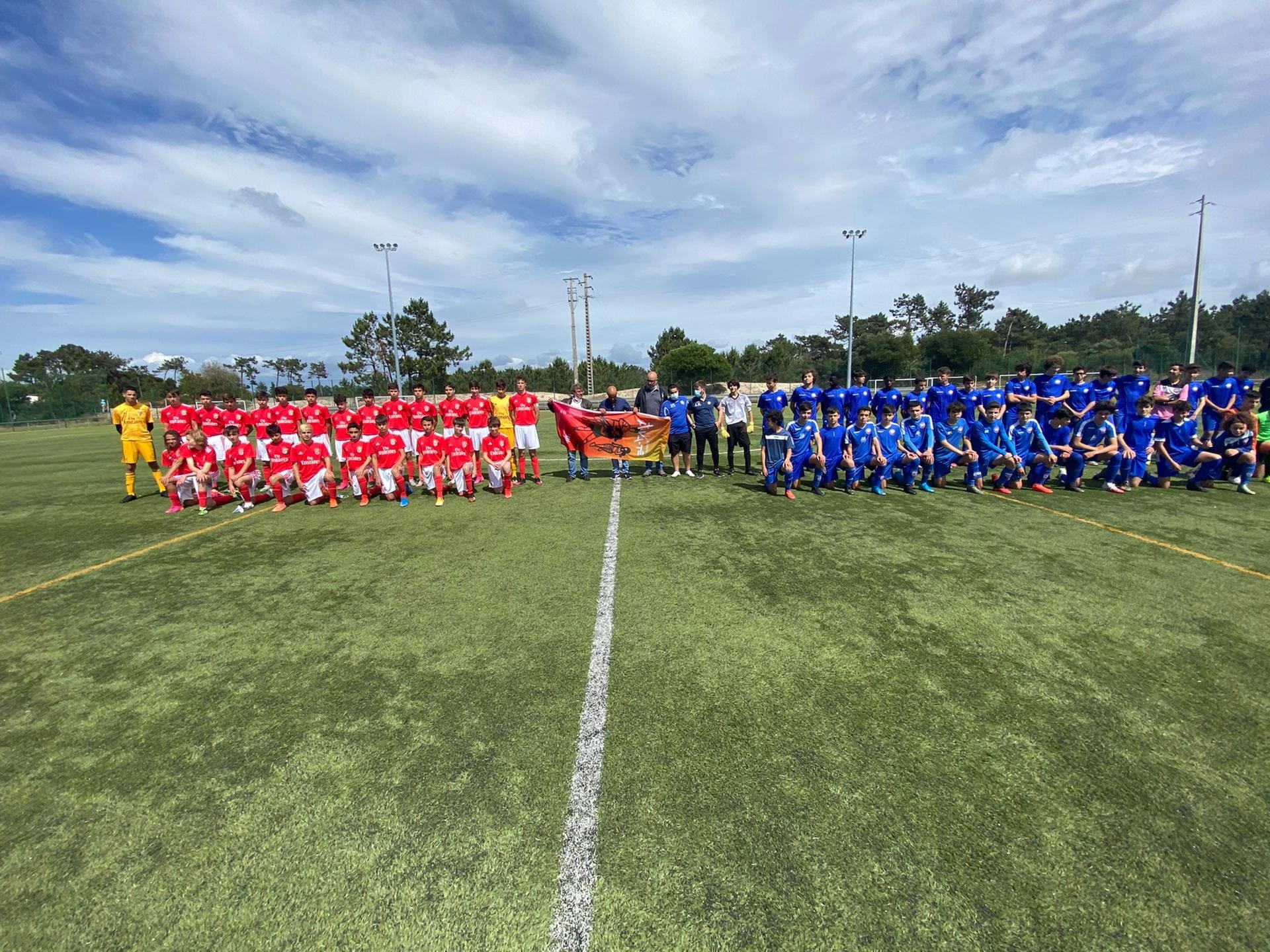
Equipes posando para foto antes do inicio de um jogo-treino

Um jogo-treino abre mão de uma série de formalidades e obrigações, por exemplo não ter súmula ou registro de público presente, já que em muitas vezes são eventos a portões fechados, inclusive para a imprensa. 
Em grande parte das vezes os jogos-treinos ocorrem dentro dos centro de treinamentos das equipes, neles podem ou não haver limites no número de substituições e a possibilidade dos substituídos retornarem ao jogo, bem como quantos minutos cada tempo a partida terá (onde não necessariamente serão dois tempos de quarenta e cinco minutos), normalmente aproveitando a flexibilidade das regras o confronto ocorre em mais de dois tempos de menos de quarenta e cinco minutos.
Além disso a mais comum das características de um jogo-treino é a das equipes atuarem com seus próprios uniformes de treino, que por muitas vezes não contam com numeração, principalmente nas costas o que é primário em um uniforme que fosse ser usado em um amistoso ou em uma partida oficial.

### Principais identificações visuais de um jogo-treino
A arbitragem também não necessita ser tanto profissional, quanto composta por árbitros dos quadros de arbitragem da confederação internacional, continental, nacional ou das federações estaduais.
Os jogos-treinos não são contabilizados como oficiais, e são usados para ajustes técnicos e táticos normalmente durante a pré ou intertemporada para analises da comissão técnica e diretoria dos clubes.